# Robin Reid
Robin Reid   (Invercargill, 16 de desembre de 1975) Robin Neil Reid va ser un ciclista neozelandès, que va ser campió de contrarellotge i olímpic de Nova Zelanda. que fou professional des del 2003 fins al 2008. En el seu palmarès destaca el campionat nacionals en contrarellotge de 2005. Va guanyar la cursa del Tour de Pakistan l'any 2007. Allà va conèixer l'antiga ciclista professional Britta Martin, nascuda a Alemanya, que va guanyar les seccions femenines de l'esdeveniment i ha estat junts des de llavors. A finals del 2007 van anar a viure junts a Nelson, Nova Zelanda. Britta Martin competeix des del 2008 com a triatleta professional principalment a la distància Ironman.
Des d'aleshores, Robin Reid també està competint en curses de triatló. La seva cursa de distància ironman més ràpida va ser al Challenge Roth a Alemanya 2014, acabant en un temps de 8 h 54 min 14 s per 18è en un camp de 3500 competidors. El febrer de 2015 Robin Reid va celebrar la seva victòria a l'Ironman 'Marlborough Sounds Half juntament amb Britta Martin com a dona més ràpida en aquest esdeveniment.

## Palmarès
Palmarès.
- 2000
  - Vencedor d'una etapa del Tour de Wellington
- 2001
  - Vencedor d'una etapa del Tour de Wellington
- 2002
  - 1r del Tour de Wellington i vencedor de 2 etapes
- 2003
  - Vencedor d'una etapa del Tour de Southland
- 2004
  - Vencedor d'una etapa del Tour de Vineyards
  - Vencedor de 2 etapes del Tour de Wellington
  - Vencedor d'una etapa del Tour de Southland
  - Vencedor d'una etapa a la Volta als Emirats Àrabs Units
- 2005
  -  Campió de Nova Zelanda en contrarellotge
- 2007
  - 1r a la Volta al Pakistan i vencedor de 3 etapes
  - Vencedor d'una etapa a la Volta a Islamabad